# Der Stein des Marco Polo
Der Stein des Marco Polo ist eine 26-teilige italienische Kinder- und Jugendfernsehserie, die in Venedig spielt. Regie führte Aldo Lado. Die Erstausstrahlung im deutschen Fernsehen startete am 23. Januar 1986 im ZDF. Der deutsche Untertitel der Serie lautet: „Abenteuer in Venedig“. Produziert wurde die Serie von Rai Uno.

## Handlung
Die Geschwister Marta, Adi, Malcolm, Gianni, sowie ihr bester Freund Valerio leben in der italienischen Lagunenstadt Venedig. Am liebsten streifen sie über den historischen Markusplatz (ital. Piazza San Marco) und geraten dabei immer wieder in abenteuerliche Situationen. Da sie noch Kinder sind und die Welt voller Gefahren steckt, begreifen sie, dass sie nur als Einheit stark sind und zusammenhalten müssen. Bei ihrem gemeinsamen Freund, dem Großvater Valerios, den sie Capitano nennen, bewahren sie ihren größten Schatz auf. Dabei handelt es sich um einen blauen Stein, dem sie die Bezeichnung „Stein des Marco Polo“ gegeben haben. Dieser Stein ist für die Kinder ein Heiligtum, denn wann immer jemand aus der Gruppe in Not oder ein anderes Abenteuer zu bestehen ist, legen sie einen Schwur auf diesen Stein ab. Nach dem Motto „Einer auf dem Campo, alle auf dem Campo. Einer in der Lagune, alle in der Lagune“ beschwören sie ihre Gemeinschaft und schöpfen Kraft für ihre Taten.
Es geschehen die unterschiedlichsten Dinge; mal retten sie einen Hund, dem sie später den Namen Cuba geben und der fortan bei ihnen bleibt, oder sie helfen dem Capitano, als dieser in ein Altenheim abgeschoben werden soll. Für Unruhe sorgt des Öfteren Adi, der jüngste der Geschwister. In einer Folge glauben die übrigen Familienmitglieder ihn entführt, doch in Wahrheit stellt Adi sich als Fremdenführer für einen japanischen Touristen zur Verfügung.
Die Serie behandelt in jeder Folge ein eigenes Thema und schließt dies auch ab – die Folgen bauen also nicht aufeinander auf. Neben der Unterhaltung soll auch etwas Hintergrundwissen vermittelt werden, so beispielsweise über die Stadt Venedig.

## Episodenliste

### Staffel 1
| Nr. (ges.) | Nr. (St.) | Deutscher Titel        | Originaltitel        | Erstausstrahlung ITA  | Deutschsprachige Erstausstrahlung (D) |
| ---------- | --------- | ---------------------- | -------------------- | --------------------- | ------------------------------------- |
| 1          | 1         | Der Hund               | Il cane              | 19. Nov. 1982 (Rai 2) | 23. Jan. 1986                         |
| 2          | 2         | Der Basketballspieler  | Il pivot             | 26. Nov. 1982 (Rai 2) | 30. Jan. 1986                         |
| 3          | 3         | Der Panzerschrank      | La cassaforte        | 3. Dez. 1982 (Rai 2)  | 6. Feb. 1986                          |
| 4          | 4         | Der Protest            | La protesta          | 10. Dez. 1982 (Rai 2) | 13. Feb. 1986                         |
| 5          | 5         | Der Fremde             | Lo straniero         | 17. Dez. 1982 (Rai 2) | 20. Feb. 1986                         |
| 6          | 6         | Die Spieldose          | Il carillon          | 24. Dez. 1982 (Rai 2) | 27. Feb. 1986                         |
| 7          | 7         | Der Diebstahl          | Il furto             | 31. Dez. 1982 (Rai 2) | 6. März 1986                          |
| 8          | 8         | Der Schatz             | Il tesoro            | 7. Jan. 1983 (Rai 2)  | 13. März 1986                         |
| 9          | 9         | Das Moped              | Il motorino          | 14. Jan. 1983 (Rai 2) | 20. März 1986                         |
| 10         | 10        | Durchgefallen          | La bocciatura        | 21. Jan. 1983 (Rai 2) | 27. März 1986                         |
| 11         | 11        | Die Regatta            | La regata            | 28. Jan. 1983 (Rai 2) | 3. Apr. 1986                          |
| 12         | 12        | Die Theatervorstellung | L'impresario         | 4. Feb. 1983 (Rai 2)  | 10. Apr. 1986                         |
| 13         | 13        | Die Baßlaute           | Il mandolino torbato | 11. Feb. 1983 (Rai 2) | 17. Apr. 1986                         |

### Staffel 2
| Nr. (ges.) | Nr. (St.) | Deutscher Titel                   | Originaltitel             | Erstausstrahlung ITA | Deutschsprachige Erstausstrahlung (D) |
| ---------- | --------- | --------------------------------- | ------------------------- | -------------------- | ------------------------------------- |
| 14         | 1         | Schwere Jungs und leichte Mädchen | Bulli e pupe              | —                    | 24. Apr. 1986                         |
| 15         | 2         | Der Trick des Jahrhunderts        | Mania del secolo          | —                    | 5. Juni 1986                          |
| 16         | 3         | Der Esel                          | Il somaro                 | —                    | 12. Juni 1986                         |
| 17         | 4         | Die Kündigung                     | L'espulsione "Lo sfratto" | —                    | 19. Juni 1986                         |
| 18         | 5         | Die verlassene Insel              | L'isola abbandonata       | —                    | 26. Juni 1986                         |
| 19         | 6         | Das Wochenendhaus                 | Economia domestica        | —                    | 3. Juli 1986                          |
| 20         | 7         | Die Operation                     | Cose che capitano         | —                    | 10. Juli 1986                         |
| 21         | 8         | Der Delphin                       | Il delfino                | —                    | 17. Juli 1986                         |
| 22         | 9         | Die Krise                         | Aria di crisi             | —                    | 24. Juli 1986                         |
| 23         | 10        | Der Dichter                       | L'ubriaco                 | —                    | 31. Juli 1986                         |
| 24         | 11        | Das Geheimnis der Lagune          | Mistero in Laguna         | —                    | 7. Aug. 1986                          |
| 25         | 12        | Der Eindringling                  | L'intruso                 | —                    | 14. Aug. 1986                         |
| 26         | 13        | Der Storch                        | La cicogna                | —                    | 21. Aug. 1986                         |

## DVD-Veröffentlichung
Der Stein des Marco Polo ist am 7. Oktober 2016 in einer Komplettbox bei der Alive – Vertrieb und Marketing/DVD erschienen.

## Sonstiges
Mit Ausnahme von Stefano Cola tauchte keiner der jugendlichen Darsteller wieder auf der Leinwand auf. Cola wirkte 1984 in einem italienischen Film unter dem Titel "The Mystery of Morca" mit, der ebenfalls in Venedig spielte. Einige der Außenaufnahmen spielen in der Werft San Trovaso in Venedig.